# Hermann Schneider (Politiker, † 1868)
Hermann Schneider (* im 18. oder 19. Jahrhundert in Marbach (Stadtteil von Marburg); † 1868) war ein deutscher Gutsbesitzer, Bürgermeister und Abgeordneter der kurhessischen Ständeversammlung.

## Leben
Hermann Schneider besaß in seinem Heimatort Marbach einen Gutshof und war hier Bürgermeister, als er 1849 in indirekter Wahl einen Sitz in der kurhessischen Ständeversammlung erhielt. Er gehörte zum Stand der höchstbesteuerten Grundbesitzer und Gewerbetreibenden des Bezirks Marburg. Die kurhessische Ständeversammlung, in der Schneider bis zur Annexion Hessens durch Preußen im Jahre 1866 einen Sitz hatte, war nach den Unruhen im Jahre 1830 mit der Ziel der Verabschiedung einer Verfassung gebildet worden. Sie löste im Wesentlichen die Landstände der Landgrafschaft Hessen ab, die nur noch formal Bestand hatten.
Schneider war mit Elisabeth Klee verheiratet. Aus der Ehe stammte der Sohn Heinrich, der später Abgeordneter wurde.